# Villingen-Schwenningen
Ne doit pas être confondu avec Villigen.

Villingen-Schwenningen (en allemand : /ˈfɪlɪŋən ˈʃvɛnɪŋən/,, ? Écouter [Fiche]) est une ville située en Allemagne dans le sud-ouest du Land du Bade-Wurtemberg. Avec près de 81 000 habitants, la commune est la plus grande de l'arrondissement de Forêt-Noire-Baar.
La particularité de la ville réside dans le fait qu'elle se compose de deux entités correspondant à deux anciennes villes autrefois indépendantes, à savoir Villingen et Schwenningen. Les deux anciennes communes ont fusionné en 1972 pour devenir Villingen-Schwenningen. Une autre particularité est géographique : entre les deux anciennes communes distantes de moins de 5 kilomètres, passe selon un axe nord-sud la ligne de partage des eaux entre la mer du Nord (au nord) et la mer Noire (à l'est).

## Préhistoire
Vers l'an -600, des Celtes se sont installés sur le promontoire du Kapf pour y exploiter le minerai de fer. Rapidement épuisé, le site ne fut occupé que pendant 50 ans. Cependant, ses habitants ont eu le temps de construire le Magdalenenberg qui fut à l'époque le plus grand tumulus d'Europe centrale et servait de tombe princière.

## Histoire
| Appartenances historiques Duché de Zähringen 1119–1218 Saint-Empire 1218–1324 Duché d'Autriche 1324–1453 Archiduché d'Autriche 1453–1648 Royaume de France 1648–1714 Archiduché d'Autriche 1714–1805 Électorat de Bade 1805–1806 Grand-duché de Bade 1806–1918 République de Weimar 1918–1933 Reich allemand 1933–1945 Allemagne occupée 1945–1949 Allemagne 1949–présent |

Les deux villes se situent de part et d'autre de la frontière historique entre le Grand-duché de Bade et le royaume de Wurtemberg. Villingen et Schwenningen sont distantes d'environ 4 km. Leur unification administrative a été réalisée en 1972 sous l'impulsion du Land du Bade-Wurtemberg.
L'histoire des deux anciennes villes est toutefois très différente. Villingen a appartenu à l'Autriche antérieure pendant environ 500 ans. C'est en 1805 qu'elle rejoint l'électorat de Bade. Schwenningen, elle, conserve pendant longtemps un caractère villageois. C'est seulement avec l'industrialisation que le nombre d'habitants a rapidement grimpé. La ville s'est en effet développée en devenant une place importante de l'industrie horlogère. En 1907, Schwenningen devient le « plus grand village de Würtemberg » avec 13 000 habitants.
La fusion de Villingen et Schwenningen le 1er janvier 1972 est liée à une profonde réforme administrative en Bade-Wurtemberg, menant à une forte diminution du nombre de villes dans le Land entre 1968 et 1975 (on passe de 3 379 communes indépendantes à 1 111). Le maire de Schwenningen, Gerhard Gebauer (SPD), et son homologue de Villingen, Severin Kern (CDU) s'étaient déjà mis d'accord en 1968 pour fusionner les deux communautés. Le but était de conférer un réel poids économique et politique à l'agglomération au sein du Land. Déjà en 1969, Villingen et Schwenningen avaient décidé, par l'intermédiaire d'un comité commun, de mener une politique commune.
En mars 1971, les habitants des deux villes sont amenés à se présenter aux urnes, afin se prononcer sur la fusion. 64,2 % des votants y sont favorables à Villingen et 77,4 % se prononcent pour à Schwenningen. C'est en novembre 1971 qu'ont lieu les premières élections municipales communes. Gerhard Gebauer devient alors le premier maire de Villingen-Schwenningen, recueillant près de 97 % des voix.

### Points historiques

#### Villingen-Schwenningen
- 1972 : dans le cadre de la réforme des communes et arrondissements, Villingen et Schwenningen fusionnent après un vote positif des habitants pour devenir Villingen-Schwenningen.
- 1994 : la ville se voit attribuer la première place dans une enquête sur l'environnement menée par le magazine Focus. Elle devient ainsi la ville allemande de plus de 80 000 habitants possédant la meilleure qualité de vie.
- 1997 : dissolution du 19e bataillon de chasseurs portés (Forces Françaises Stationnées en Allemagne) et départ des militaires français et de leurs familles.
- 2001 : après trente ans d'existence, Villingen-Schwenningen obtient un blason.

## Personnalités de la ville
- Gisèle Pelicot (1952-), icône française du féminisme, née à Villingen.
- Veit Heinichen, écrivain, auteur de romans policiers sur Trieste, né à Schwenningen le 26 mars 1957.
- Kai Wiedenhöfer (1966-2024), photographe, né à Schwenningen.
- Patrick Guillou (1970-), ancien footballeur professionnel.
- Martin Schmitt (1978-), sauteur a ski.
- Dennis Seidenberg (1981-), joueur de hockey sur glace.

## Culture et tourisme

### Villingen
- Ville très représentative de l'architecture badoise au Moyen Âge.
- Voir le mur d'enceinte et ses trois portes principales.
- Église Frauenkirche en grès rouge.
- Tour d'observation.
- Musée des Franciscains.

### Théâtre
Le Theater am Ring offre des représentations de toutes sortes.

### Concerts
La Franziskaner Konzerthaus a vu le jour en 1982. Née de la reconversion d'une ancienne église médiévale, elle accueille les concerts les plus prestigieux, tout comme les évènements musicaux locaux.

## Jumelages
- La Valette-du-Var (France)
- Pontarlier  (France)
- Savone (Italie)
- Toula (Russie)
- Zittau (Allemagne)
- Friedrichsthal (Allemagne)